# Chris Humphrey
Christopher Charles Humphrey (Saint Catherine, 19 settembre 1987) è un ex calciatore giamaicano, di ruolo centrocampista.

## Palmarès

### Club

#### Competizioni nazionali
- Scottish Championship: 1

Hibernian: 2016-2017